# Desafiando a Las Vegas
Desafiando Las Vegas es una serie de televisión que se estrenó en el canal The History Channel en los Estados Unidos en la primavera de 2004. La serie abarca las grandes trayectorias de personas que han hecho dinero, a veces de manera ilegal, en los casinos.
Muchos episodios tienen que ver con los tramposos que toman ilegalmente dinero del casino en el uso de trucos con algún tipo de artilugio. Es decir, estas estafas incluyen pastposting y cartas marcadas. Otros episodios incluyen famosos ejemplos de técnicas de toma de dinero legales, tales como el conteo de cartas. Algunos episodios son acerca de las estrategias legales, como el ganador en la mesa de dados lanzando en ciertos ángulos usando un cierto agarre con ciertos números en la parte superior, o aprovechando una ruleta desgastada o desnivelada tomando ventaja para calcular que números eran más rentables.

## Episodios
- "As de Dados"
- "Golpe a la Ruleta"
- "Engañando a las máquinas"
- "Profesor Blackjack"
- "Rey Cuenta Cartas"
- "Maestros de la Trampa"
- "Experto Blackjack"
- "Ganarle a la Ruleta"
- "Principe del Poker"
- "Falsificador de Monedas"
- "Jugador Genial"
- "Hacker de Casinos"
- "Gran Estafadora"